# 沙沃尔奈 (安省)
沙沃尔奈（法語：Chavornay，法語發音：[ʃavɔʁnɛ] ⓘ）是法国东部安省的一个旧市镇，属于贝莱区。2019年，沙沃尔奈与临近的3个市镇合并为新市镇瓦尔罗梅地区阿尔维耶尔。

## 地理
沙沃尔奈（45°52'45"N, 5°43'11"E）面积7.77 平方千米，位于法国奥弗涅-罗讷-阿尔卑斯大区安省，该省份为法国东部省份，北起汝拉省，西北接索恩-卢瓦尔省，西接罗讷省和里昂大都会，南至伊泽尔省，东与萨瓦省、上萨瓦省和瑞士接壤。
与沙沃尔奈接壤的市镇（或旧市镇、城区）包括：贝翁、屈洛兹、塔利雪、维约、小维里约。
沙沃尔奈的时区为UTC+01:00、UTC+02:00（夏令时）。

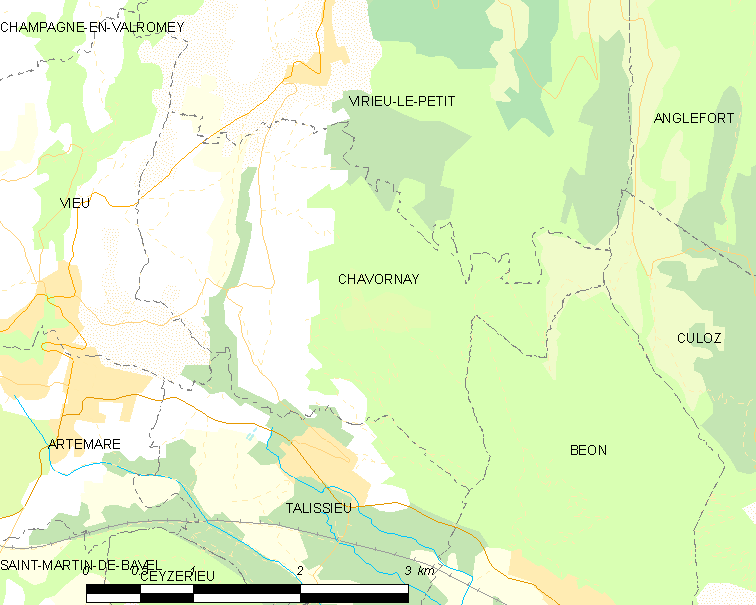
沙沃尔奈的OSM定位图

## 行政
沙沃尔奈的邮政编码为01510，INSEE市镇编码为01097。

## 政治
沙沃尔奈所属的省级选区为普拉托多特维尔县。

## 人口

1962-2008年间沙沃尔奈人口变化图示

沙沃尔奈于2018年1月1日时的人口数量为226人。